# Wydajemy własną książkę
Wydajemy własną książkę – program edukacji czytelniczej w formie konkursu opracowany w 1993 roku przez Marię Podlasiecką i Roberta Miszczuka.

## Cel
Celem programu jest popularyzacja czytelnictwa osiągana poprzez aktywny udział dziecka jako twórcy samodzielnie opracowanej książki, od pomysłu literackiego do gotowego dzieła.

## Metoda
Metoda realizacji tego założenia zakłada możliwość wprowadzenia młodego autora w świat książki. Zachęca do swobodnej wypowiedzi na wybrany przez siebie temat, przy dyskretnej pomocy opiekuna w doborze interesującej szaty edytorskiej.
Nadanie programowi formy konkursu staje się bodźcem do zdrowej rywalizacji. Przyszły autor, chcąc osiągnąć sukces, zaczyna poszukiwać ciekawych, niekonwencjonalnych, form. Odwiedzając księgarnie i biblioteki, staje się aktywnym a nie biernym odbiorcą literatury. 
Praca każdego dziecka musi być doceniona bez względu na jej poziom artystyczny, posiada bowiem wartość osobistej wypowiedzi. Pozwala wczuć się w przeżycia dzieci i zrozumieć wpływ środowiska na ich postawy. Każdy uczestnik otrzymuje imienny dyplom z podziękowaniem za udział w konkursie. Jury składa się z profesjonalistów. Zgodnie z  regulaminem ocenia ono prace w trzech kategoriach: literackiej, plastycznej i edytorskiej. Dzieło, które otrzyma nagrodę we wszystkich kategoriach zdobywa tytuł Złotej Księgi.

## Historia
Konkurs „Wydajemy własną książkę” był częścią autorskiego, ekologicznego, programu Marii Podlasieckiej pn. „Drzewo”, mówiącego o korzyściach, jakie daje człowiekowi drewno. Jeden z konarów dotyczył papieru a odrastająca od niego gałąź – książki.
Został zrealizowany w roku szkolnym 1993/1994 w Pedagogicznej Bibliotece Wojewódzkiej i m.st. Warszawy i Młodzieżowym Domu Kultury „Muranów” im. Cypriana K. Norwida w Warszawie. 
Wykorzystując zasoby Biblioteki przeprowadzono wraz z profesjonalistami - Danutą Wawiłow, Zofią Bisiakową i Wojciechem Rozwadowskim - warsztaty wprowadzające uczestników w świat książki. Efekt rocznej pracy przeszedł wszelkie oczekiwania. Wówczas, Aniela Moszyńska - Dyrektor Młodzieżowego Domu Kultury „Muranów”,  zaproponowała wprowadzenie konkursu „Wydajemy własną książkę” jako stałą pozycję programową obu placówek. Młodzi autorzy postanowili pozostawić swe dzieła jako zalążek przyszłej biblioteki. Realizację następnych edycji konkursu i opiekę nad rozrastającą się biblioteką powierzono Barbarze Woźniak i Jolancie Rajskiej. 

## Popularyzacja metody
Autorzy programu, Maria Podlasiecka i Robert Miszczuk, przystąpili do popularyzacji sprawdzonej metody. Najpiękniejsze lub najciekawsze prace prezentowane były w Ministerstwie Kultury i Sztuki (1995), na Wydziale Pedagogicznym Uniwersytetu Warszawskiego (1995), Ministerstwie Edukacji Narodowej (1999) oraz VI Sesji Sejmu Dzieci i Młodzieży (2000). Były przedstawiane na 2. Targach Książki w Krakowie (22.10 - 25.10.1998). Dzięki życzliwości dyrektora Targów Książki Szkolnej „Edukacja” („Edukacja XXI”), Andrzeja Pieniaka, książki prezentowane były na specjalnie dla nich przeznaczanych stoiskach oraz wysyłane na Międzynarodowe Targi Książki we Frankfurcie nad Menem i Targi Książki w Bolonii. Aby podnieść rangę udziału w konkursie młodzi autorzy pełnili na Targach dyżury, prezentując swe dzieła lub prowadząc warsztaty dla gości targowych. Było to dla nich formą nobilitacji. 
Prezentacja książek dziecięcych na Targach i bezpośredni kontakt z autorami programu wzbudziły zainteresowanie zwiedzających. W placówkach oświatowych i kulturalnych większości miast Polski samoistnie zaczęły powstawać tego rodzaju akcje. 
16 kwietnia 2004 roku powołana została Kapituła „Klubu Bibliotek Białych Kruków”. Jej założycielami są placówki kontynuujące program: Targi Książki Szkolnej „Edukacja XXI”, Młodzieżowy Dom Kultury „Muranów” im. Cypriana K. Norwida, Pedagogiczna Biblioteka Wojewódzka im. KEN w Warszawie i Dzielnicowy Dom Kultury Nauczyciela Warszawa Wola. Autorką logo konkursu „Wydajemy własną książkę” oraz logo „Klub Bibliotek Białych Kruków” jest Małgorzata Kowalczuk-Jakubowska.
Unikatowa „Biblioteka Białych Kruków”, licząca kilka tysięcy książek, znajduje się w Młodzieżowym Domu Kultury „Muranów” w Warszawie, ul. Stawki 10.